# Ulysses (Kansas)
Ulysses falu az USA Kansas államában, Grant megyében, melynek megyeszékhelye. Lakosainak száma 5788 fő (2020. április 1.).

## Népesség
A település népességének változása:

| 2010 | 6 161 |
| 2020 | 5 788 |